# Protestas en Guatemala de 2023
Las protestas en Guatemala de 2023 surgieron a partir de que el Ministerio Público inició una investigación en contra del partido Movimiento Semilla, debido a que ellos pusieron una denuncia por “fraude electoral”. Posteriormente la fiscalía allanó del Tribunal Supremo Electoral (TSE) e incluso presentó querellas en contra de los magistrados de dicho tribunal. Estas acciones tienen como objetivo poner en duda los resultados de las elecciones presidenciales que dieron como ganador a Bernardo Arévalo y según algunos opositores tienen como objetivo evitar que tome posesión en enero de 2024. Las acciones de la fiscalía se amparan en una denuncia que el propio Arévalo realizó en contra de exintegrantes del partido por haber falsificado firmas para la constitución del partido, sin embargo el caso fue sacado hasta 15 días después de conocerse los resultados de la elección; además, de denuncias que la Unidad Nacional de la Esperanza (UNE) colocó luego de que Sandra Torres perdiera la segunda vuelta frente a Arévalo.
La protesta más significativa es la que inició el 2 de octubre y fue convocada por la organización indígena, 48 cantones de Totonicapán el 30 de septiembre, esta principalmente en un inicio fue realizada con bloqueos en carreteras principales, que iniciaron a tempranas horas de la mañana de ese día lunes y se mantuvieron, por lo menos, hasta el 24 de octubre. Además, se instaló una protesta en la sede central del Ministerio Público que se mantuvo hasta el 15 de enero.  

## Antecedentes
Las elecciones generales de Guatemala se realizaron el 25 de junio de 2023, antes de esa fecha durante el proceso electoral que inició en enero, ocurrieron distintas acciones que aumentaron el malestar de la población con la clase política tradicional como la no inscripción de algunos candidatos antisistema que aspiraban a algún cargo público, entre estos Carlos Pineda Sosa, quien lideró algunas encuestas y el partido que lo postulaba (Prosperidad Ciudadana) fue suspendido por incumplimientos en sus asambleas; Jordán Rodas quién aspiraba a la vicepresidencia del país junto a Thelma Cabrera como presidente con el Movimiento para la Liberación de Los Pueblos (MLP), sin embargo su inscripción fue rechazada porque él no presentó un finiquito otorgado por la Contraloría de Cuentas, también se anuló la inscripción de Roberto Arzú por haber realizado campaña anticipada durante el 2022 algo que está prohibido en el país. Otros políticos tampoco pudieron participar como Aldo Dávila por tener denuncias y procesos penales por difamación pendientes de resolver, él durante la legislatura se había popularizado por la confrontación con funcionarios públicos durante sus fiscalizaciones a entidades públicas; Luis Hernández Azmitia, un exdiputado, sufrió la anulación de su inscripción por un proceso penal en su contra. A eso se suma una decena de otras candidaturas que por diferentes razones no fueron aceptadas. 
En la elección presidencial con la no participación de los 3 candidatos muy conocidos, no estaba claro quiénes eran los favoritos luego de que Carlos Pineda apareciera en primer lugar en encuestas realizadas en abril, algunas encuestas ubicaban Sandra Torres, Zury Ríos, Edmond Mulet y Manuel Villacorta en las primeras cuatro posiciones en las últimas realizadas. Incluso 3 días antes una presentaba a Torres liderando y a Ríos y Mulet peleando por el pase a segunda vuelta, el último tenía más probabilidades. Luego del cierre de urnas a las 18:00 horas del día 25 de junio, Mulet indicó que según datos de su partido tenía garantizado pasar a la segunda vuelta. Una hora después cuando el sistema de Transmisión de Resultados Electorales Preliminares (TREP) comenzó a presentar los primeros resultados, estaban a la cabeza Torres y Bernardo Arévalo, quién nunca figuró en las encuestas, seguidos por Manuel Conde y Armando Castillo en la misma situación. El pase sorpresivo de Arévalo a la segunda vuelta supuso una derrota para la derecha política del país y no tardaron los partidos políticos en denunciar «irregularidades» en el conteo y cómputo de actas, incluso por partidos de izquierda como VOS, Winaq y el propio Semilla, que finalmente fueron validadas por el Tribunal Supremo Electoral luego que la Corte Suprema de Justicia (CSJ) ordenara una nueva revisión.
A partir de allí partidos políticos (Vamos, Valor, Cambio) presentaron denuncias en contra de integrantes de mesas receptoras, digitalizadores, juntas electorales y funcionarios del TSE. Posteriormente el Ministerio Público ingresó al ruedo cuando Rafael Curruchiche, jefe de la Fiscalía Especial Contra la Impunidad (FECI) anunció que una orden de un cuestionado juez suspendía al partido Semilla y sus cargos electos mientras finalizaba una investigación por falsificación de firmas cuando se constituyó el partido. Aunado a eso después de la segunda vuelta donde ganó holgadamente Arévalo, la UNE de Sandra Torres no aceptó los resultados y presentó denuncias alegando un supuesto «fraude» a favor del ganador.
También algunas organizaciones civiles presentaron denuncias en contra de magistrados y funcionarios del Tribunal Supremo Electoral bajo argumentos de que supuestamente hubo compras anómalas o sobrevaloradas, esto fue interpretado como un ataque a la institución por haber oficializado y validado los resultados. A raíz de una denuncia presentada por el activista Giovanni Fratti, integrante de la organización Guatemala Inmortal que en sus columnas ha denunciado «fraude», integrantes de la fiscalía solicitaron al juez la autorización para allanar la bodega donde se encontraban los votos y actas electorales, situación que logró el hartazgo de la población sobre esas acciones. En noviembre se conoció un audio de la audiencia en la que el allanamiento fue solicitado y donde fiscales hicieron ver la necesidad de contar los votos.

## Paro y bloqueos de octubre
Después de realizada la segunda vuelta electoral, el Ministerio Público (MP) intensificó las acciones en contra del Movimiento Semilla y el Tribunal Supremo Electoral (TSE), a finales de agosto el Registrador de Ciudadanos suspendió a Semilla, aunque días después el TSE anuló la decisión, se cree que esta decisión del Registrador de Ciudadanos se debió a la presión y amenaza de acciones legales en contra de él. La organización indígena 48 cantones el 4 de septiembre exigió que en 48 horas la fiscal general Consuelo Porras, junto a Rafael Curruchiche presentaran su renuncia bajo advertencia que de lo contrario realizarían medidas más fuertes. El 12 de septiembre la fiscalía allanó, con orden del juez Orellana, las bodegas donde se resguardaban las cajas electorales y medios de comunicación documentaron a fiscales contando votos, extremo que no está en ninguna ley del país. Posteriormente el 29 de septiembre allanó, de nuevo, las instalaciones del Tribunal Supremo Electoral y secuestró las actas originales finales que contenían la sumatoria total de los resultados de la elección, duró una noche y al siguiente día los magistrados intentaron evitar que se llevaran las cajas en medio de insultos  y agresiones físicas hacia ellos por parte de los fiscales. Curruchiche expresó que se hacía para «rescatar» la soberanía del país y acusó a la Organización de los Estados Americanos (OEA) y gobiernos extranjeros de «violentar» y «mancillar» la democracia del país.
A raíz de eso los 48 cantones de Totonicapán expresaron que no estaban de acuerdo en que se judicializara el proceso electoral y anunciaron un «paro nacional indefinido» a partir del 2 de octubre para exigir la renuncia de Porras, Curruchiche y Orellana, además exigir a la Corte Suprema de Justicia y Corte de Constitucionalidad a resolver los recursos legales que se habían interpuesto acerca del tema, debido a que memoriales que entregaron no fueron contestados. A partir de ese día varios manifestantes se instalaron en las afueras de la sede central del MP en la zona 1 de Guatemala, además de 23 bloqueos de carreteras en 12 departamentos del país, entre estos San Cristóbal Totonicapán y Quetzaltenango. El 3 de octubre aumentó a 30 puntos bloqueados, el 5 de octubre ya eran 33 puntos, sin embargo, para el 6 de octubre aumentaron a 58 los lugares bloqueados y el sábado 7 y domingo 8 se reportaron entre 73 y 83. El 6 de octubre representantes de todos los mercados de la ciudad de Guatemala exigieron que en 48 horas los funcionarios judiciales debían presentar su renuncia, de lo contrario pararían labores a partir del lunes 9. La cúspide de los bloqueos ocurrió la siguiente semana, siendo el día 13 cuando la policía tuvo que lidiar con 142 bloqueos. Después de esa semana el número comenzó a disminuir, principalmente en la capital, luego de la molestia una parte de la población por no poder movilizarse, aunque se mantuvieron en Sololá y Totonicapán hasta el 27 de octubre, cuando anunciaron que se centrarían en la manifestación en la sede central de la fiscalía.
A partir del 8 de octubre se comenzó a observar un serio desabastecimiento de productos en mercados y supermercados de distintos lugares del país, además del encarecimiento de verduras y frutas que se producen en el occidente del país, área donde principalmente se mantenían los bloqueos. Además, se pudo observar un aumento de los precios de productos de primera necesidad.